# Gasthof Zum Engel (Magdeburg)

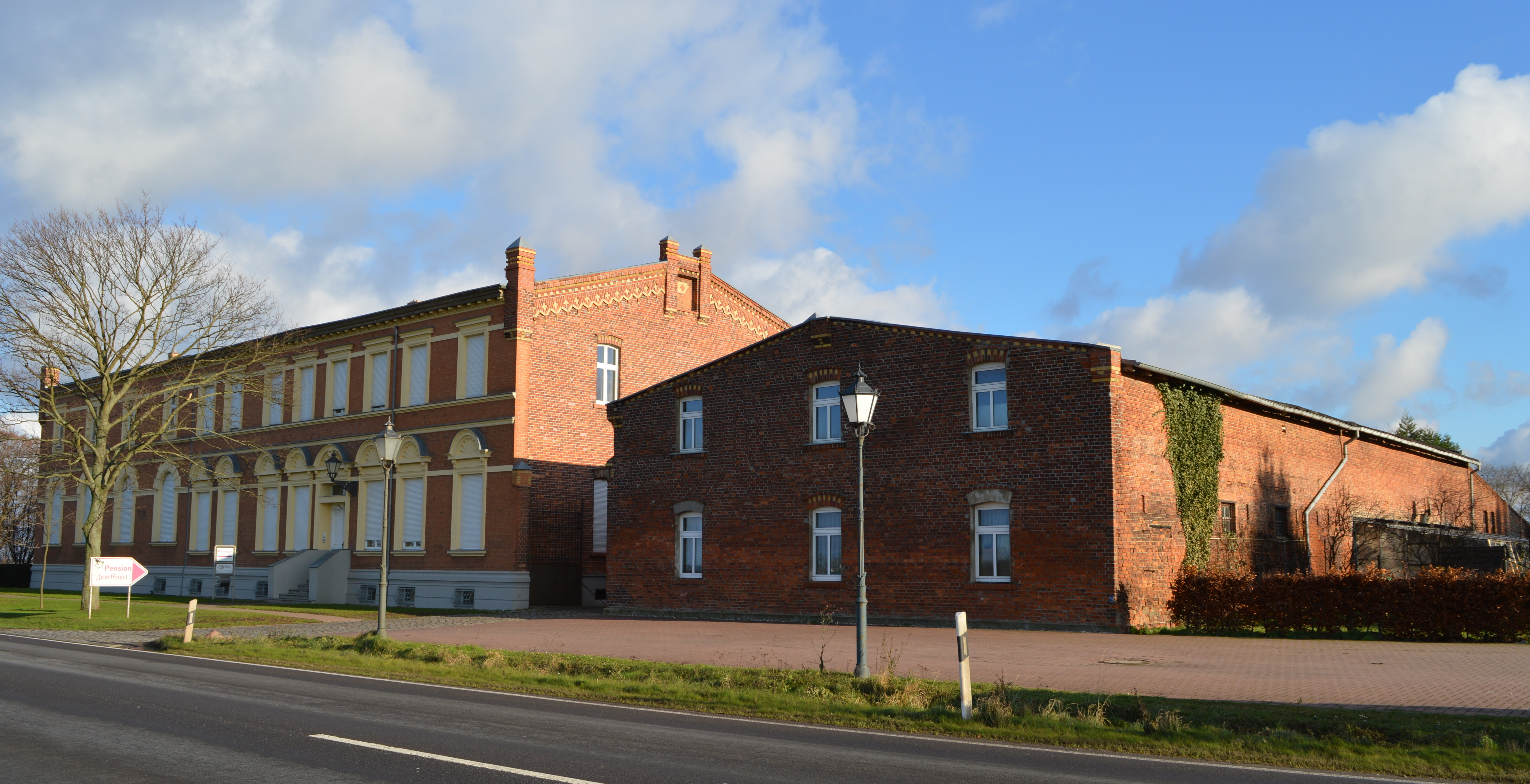
Gasthof Zum Engel

Der Gasthof Zum Engel ist ein denkmalgeschütztes Gebäude in Magdeburg in Sachsen-Anhalt. Es wird als Pension genutzt und gilt als seltenes und ungewöhnlich gut erhaltenes Beispiel eines Landgasthofes aus der Gründerzeit.

## Lage
Der Gasthof befindet sich an der Adresse Leipziger Chaussee 139 südlich von Magdeburg freistehend an der von Magdeburg nach Halle (Saale) führenden Chaussee. Das im Außenbereich befindliche weithin sichtbare und die Landschaft prägende Gebäude gehört zum Stadtteil Beyendorf-Sohlen. Unmittelbar nördlich des Gasthofs befindet sich eine denkmalgeschützte Preußische Ganzmeilensäule. Etwas weiter südlich liegen das Classik Hotel und der Ortsteil Anker.

## Architektur und Geschichte
Eine erste urkundliche Erwähnung des Gasthofes ist aus dem Jahr 1842 überliefert. Dieser ursprüngliche Bau wurde 1889 abgerissen und dann 1892/93 durch die heutige Bebauung ersetzt. Es entstand für den Wirt Emil Wöhlbier ein Gasthof mit Ausspann.
Der zweigeschossige Gasthof ist als langgestreckter traufständiger Ziegelbau ausgeführt. Die nach Norden und Süden ausgerichteten Giebelwände sind mit reicher Ziegelornamentik ausgestattet. Die Fassade des Erdgeschosses ist im Stil der Neorenaissance repräsentativ gegliedert. Bedeckt ist der Bau durch ein flaches Satteldach. Im Vestibül findet sich eine Wandgliederung durch Blendarkaden. Türen und Fenster sind noch bauzeitlich. Der im Erdgeschoss befindliche große Saal verfügt über große Rundbogenfenster. Die übrigen Fenster verfügen über mit runden Giebeln versehene Verdachungen.
Im Inneren sind die Gasträume und der Tanzsaal anspruchsvoll gestaltet. Es finden sich Stuck- und Balkendecken, die teilweise mit aufwändigen Malereien verziert sind.
Während des 20. Jahrhunderts wurde die gastronomische Nutzung jedoch eingestellt. Ab 1990 wurde das Objekt saniert und restauriert und schließlich ab 1995 als Pension betrieben. Seit dem Jahr 2016 ist auch wieder der Saal nutzbar.
Im örtlichen Denkmalverzeichnis ist das Gebäude unter der Erfassungsnummer 094 16041 als Gasthof verzeichnet.